# Benoît Jacquot
Benoît Jacquot (ur. 5 lutego 1947 w Paryżu) – francuski reżyser i scenarzysta filmowy. Tworzy również spektakle operowe.
Zaczynał karierę jako asystent reżysera na planie filmów Marguerite Duras. Od 1975 sam tworzy scenariusze i reżyseruje, a jego filmy trafiają do konkursów czołowych festiwali filmowych. 
Zasiadał w jury konkursu głównego na 58. MFF w Cannes (2005). Jego kostiumowy film Żegnaj, królowo (2012) otworzył 62. MFF w Berlinie i zdobył trzy Cezary.